# 요나스 달

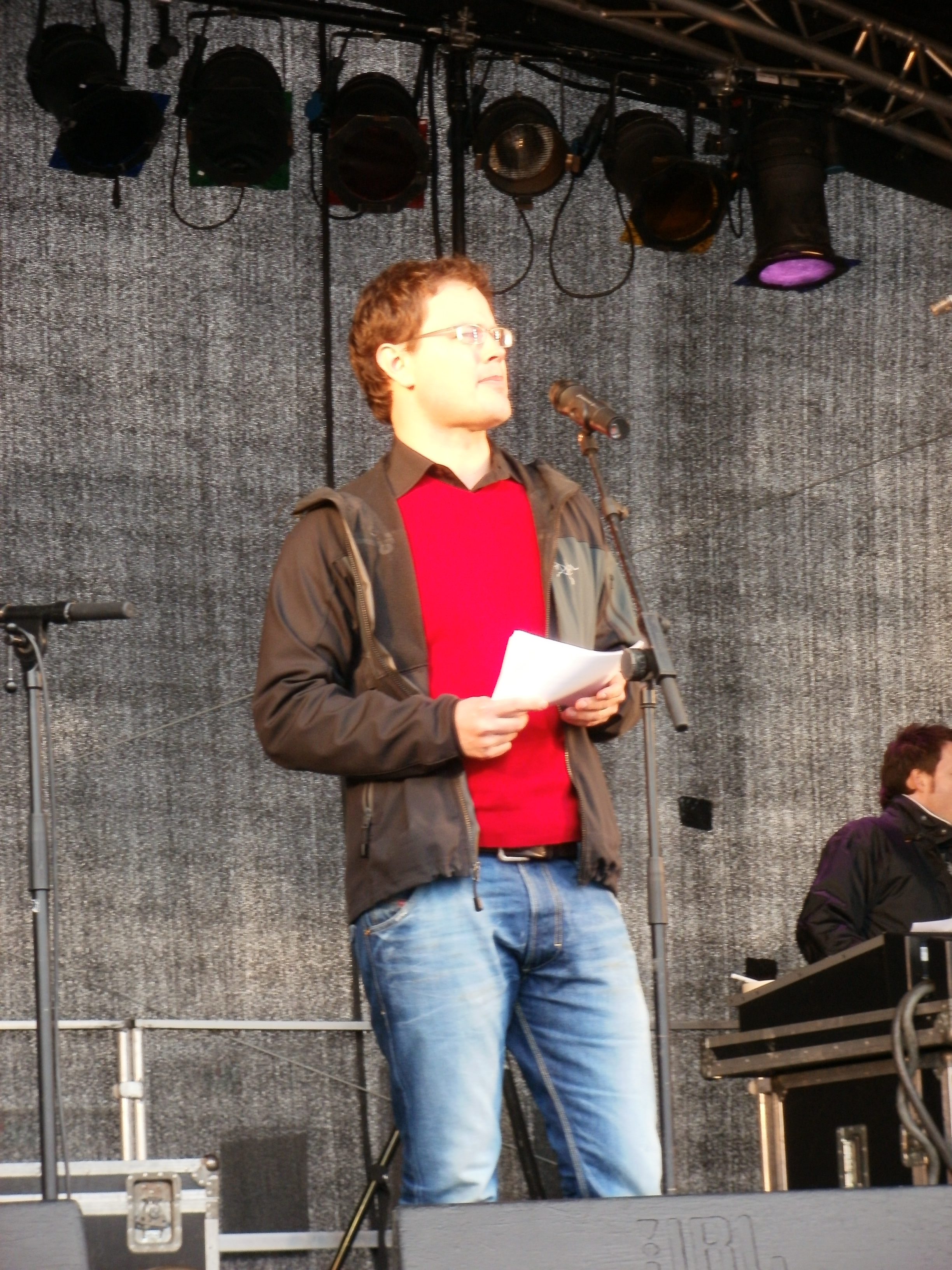
요나스 달

요나스 달(덴마크어: Jonas Dahl, 1978년 2월 26일 ~ )은 덴마크의 정치인으로, 2013년 12월 12일부터 2014년 1월 30일까지 헬레 토르닝슈미트 내각의 조세부 장관을 역임했다. 그는 또한 2007년부터 2016년까지 사회인민당 소속으로 국회의원을 지낸 바 있다.